# Kralupi
Kralupi är en ort i Bosnien och Hercegovina.   Den ligger i entiteten Federationen Bosnien och Hercegovina, i den centrala delen av landet, 40 km väster om huvudstaden Sarajevo. Kralupi ligger 403 meter över havet och antalet invånare är 291. Den ligger vid sjön Jablaničko Jezero.
Terrängen runt Kralupi är kuperad åt nordost, men åt sydväst är den bergig. Kralupi ligger nere i en dal.Närmaste större samhälle är Konjic, 6,6 km sydost om Kralupi. 
I omgivningarna runt Kralupi växer i huvudsak blandskog. Runt Kralupi är det ganska tätbefolkat, med 93 invånare per kvadratkilometer.